# Oplatocera perroti
Oplatocera perroti är en skalbaggsart som beskrevs av Pierre Lepesme 1947. Oplatocera perroti ingår i släktet Oplatocera och familjen långhorningar. Inga underarter finns listade i Catalogue of Life.